# Тэнно, Георгий Павлович
Георгий Павлович Тэнно фамилия при рождении Теннов (20 сентября 1911, Брянск, Орловская губерния, Российская империя — 22 октября 1967, Москва, СССР) — советский морской офицер, переводчик, спортсмен, политзаключённый, «убеждённый беглец», герой и автор одной из глав «Архипелага ГУЛАГ».

## Биография
Юра Теннов родился в Брянске. Рано потерял отца. Когда он сменил фамилию на исходную, точно неизвестно, но во время войны был ещё Тенновым. Несколько лет, пока его не нашла мать, воспитывался в детском доме города Брянска. Оттуда пытался совершить свой первый побег к бабушке. Занимался спортом, в частности тяжёлой атлетикой. Во время НЭПа выступал в цирке с акробатическими и силовыми номерами, а также номерами мнемотехники (запоминание множества чисел, слов и так далее). В дальнейшем занимался тренерской деятельностью в ЦДКА, среди его учеников был двукратный чемпион СССР, призёр чемпионата Европы Александр Божко.

### Во время Великой Отечественной войны
Окончил военно-морское училище. Затем учился в Военном институте иностранных языков, перед войной институт не окончил.
Участник обороны Москвы.
В Военно-морском флоте СССР с мая 1942 года. Должность: офицер связи Отделения офицеров связи Разведывательного отдела штаба Беломорской военной флотилии (г. Архангельск), звание: старший лейтенант.
Осуществлял связь с союзными миссиями, кораблями, транспортами, чем способствовал успеху операциям по доставке конвоев по Лендлизу, следовавших в г. Архангельск,  Молотовск и обратно за границу.
02.06.1942 офицер связи при коммодоре конвоя QP-13 на британском транспорте Empire Baffin, который подвергся атакам подлодок в районе острова Медвежий.
11—12.09.1942 находился на английском военном траулере Cape Argona, который отражал атаки подводных лодок в районе острова Ян-Майен и Шпицбергена.
13—20.09.1942 после перехода в пути с Cape Argona на транспорт Empire Morn обеспечивал связь между коммодором конвоя и советской истребительной авиацией.
В течение летней навигации 1943 года непрерывно обеспечивал связь между командиром эскорта и английскими военными кораблями, транспортами на пути Архангельск—Кольский залив—Архангельск.
В зимние периоды 1942—1943 и 1943—1944 годов осуществлял связь с союзными транспортами на советских ледоколах по выводу и вводу союзных транспортов из Архангельска, Молотовска за кромку льда в Белое море.
Всего за 1942—1944 годы наплавал свыше 10000 миль. Своей работой способствовал нормальному ходу взаимоотношений существующим между союзными миссиями и командованием БВФ. В результате пребывания на союзных судах и кораблях представил в разведотдел ШБВФ ряд ценных документов, представляющих интерес для командования.
Представлен к ордену Отечественной войны II степени, награждён орденом Красной звезды.
В августе 1945 года снова курсант Военного института иностранных языков.
В сентябре 1945 года награждён медалью «За оборону Москвы».
Награжден медалью «За победу над Германией в Великой Отечественной войне 1941—1945 гг.».

### Награды
- Орден Красной Звезды (1944)
- Медаль «За оборону Советского Заполярья»
- Медаль «За победу над Германией в Великой Отечественной войне 1941—1945 гг.» (1945)
- Медаль «За оборону Москвы» (1945)

### Арест
В 1948 году был обвинён в шпионаже по 58-й статье. Вместе с ним арестована жена Наталия Константиновна Тэнно с грудным ребёнком, который вскоре умер. Срок отбывал в Степлаге (Казахстан).
Не мог смириться с положением заключённого, неоднократно участвовал в побегах. В книге А. И. Солженицына «Архипелаг ГУЛаг» ему посвящена отдельная глава «Убеждённый беглец», а также приведён рассказ Тэнно об одном из его побегов (глава «Белый котёнок»). Всего участвовал в пяти попытках побегов. Освобождён в 1956 году. Полностью реабилитирован.

### После освобождения
После освобождения жил в Москве, работал журналистом. В начале 1960-х годов был принят на работу в международный отдел библиотеки Центрального научно-исследовательского института физкультуры, где и проработал до конца жизни. Роль Тэнно в развитии атлетизма в СССР очень велика, сейчас его порой называют «создателем современной школы советской атлетической гимнастики» или «родоначальником советского атлетизма». Работая в библиотеке, Тэнно черпал из доступной там литературы материал для своих публикаций в журнале «Спортивная жизнь России». Будучи опытным спортсменом и тренером, а также имея склонность к научно-исследовательской работе, написал книгу «Атлетизм», которая содержит методики и упражнения для развития всех мышечных групп, а также освещает вопросы спортивного питания и восстановления.
С 1964 года — член Комиссии по атлетической гимнастике при Всесоюзной федерации тяжёлой атлетики.
А. И. Солженицын пишет: «Когда напечатался в „Новом мире“ „Иван Денисович“ и я чучелом сидел в гостинице „Москва“, в бывшем Охотном ряду, Тэнно же из первых внезапно позвонил и приехал ко мне. В лагере мы не были близко знакомы, а тут, проверенные всем прошедшим, сразу сдружились»:133. Тэнно искал для Солженицына таких бывших политзаключённых, которые могли бы дополнить своими рассказами уже намечавшийся "Архипелаг ГУЛАГ". Именно он свёл писателя c Александром Долганом, единственным из узников Сухановской тюрьмы, которого удалось расспросить Солженицыну. Тэнно познакомил Солженицына со своим молодым эстонским другом по штрафному лагпункту Озерлага Лембиту Аасало, впоследствии, уже после смерти Тэнно, сыгравшим исключительную роль в хранении рукописи «Архипелага ГУЛАГ». Самому Тэнно в 1965 году было суждено спасти рукопись того, что было тогда «Архипелагом». В один из самых опасных моментов он сумел скрытно получить её от Надежды Левитской и перевезти на хутор в Эстонию, где позже в течение двух зим Солженицын дописывал своё художественное исследование. Солженицын признавался: «Если бы это погибло, думаю, — ни за что б я его не написал, не нашёл бы терпения и умения восстанавливать. Потеря такого рода — разрушительна и жжёт».
Уже смертельно больной, Тэнно помогал Солженицыну распространять его известное письмо к съезду писателей.
Георгий Павлович Тэнно скончался от обширного рака печени 22 октября 1967 года в Москве. В соответствии с желанием похоронен в Эстонии на таллинском кладбище Пярнамяэ (участок и могила: P2, 11, E-156).

## Семья и происхождение
- Первая жена — Армильда Маранда Тэнно, урождённая Хендриксон (17 ноября 1917 — 11 декабря 2005, Элва, Тартумаа)[25].
  - Сын — Евгений (Geeni) Тэнно (24 ноября 1938 — 4 февраля 2000), похоронен в Элве, Тартумаа[26].
- Вторая жена — Наталья Константиновна Тэнно, урождённая ? (?—после 1993)
  - Сын родился в 1947—1948, и умер младенцем, будучи арестованным вместе с матерью.
- Брат — Владимир Павлович Теннов (18.02.1908, Брянск [27]:2 — 1997, Москва), спортсмен, переводчик, тренер по гимнастике и лёгкой атлетике, журналист [2]. Автор книг о зарубежных и советских спортсменах, в т. ч. о Болотникове и Куце, учебников, пособий по лёгкой атлетике. Стоял у истоков становления изд-ва «Физкультура и спорт», был ведущим корреспондентом газеты «Советский спорт» и журналов «Лёгкая атлетика», «Спортивная жизнь России»[28]:1.

### Происхождение
Линия отца
Дед — Ян Янович Тэнно (Иван Иванович Теннов — его подлинная фамилия Тэнно была русифицирована, и он, и его потомки стали Тенновыми) (1831—12.09.1901:4, Брянск). Военный фельдшер. Родом из Лифляндской губ. из «солдатских детей», лютеранин. Службу начал в возрасте 11 лет в Ревельском полубатальоне военных кантонистов:2. Принимал участие в двух походах в период Русско-турецкой войны 1853—1856 гг. Вышел в отставку в чине коллежского советника со старшинством. Награжден орденом Св. Станислава 3-й ст. (1879), орденом Св. Анны 3-й ст. (1892):3.
Бабка — Мария Карловна Теннова (урождённая Вертнау) (184?-19??) из остзейских немцев, православная, дочь «С.-Петербургского цеха обойного мастера»:3.
Линия матери
Дед — Иосиф Петрович Роецкий (1850—1909). Польский ссыльный:1, дворянин, римско-католического вероисп., лекарь (1876), терапевт и педиатр, доктор медицины (1895), ст. врач Брянского лазарета (1896), член Брянского Общества врачей.
Бабка — Юлия Ивановна Роецкая:5.
Родители
- Отец — Павел Иванович Теннов (15.05.1881—1944) с 1902 по 1907 гг. учился в Императорской военно-медицинской академии, после окончания которой обосновался в Брянске, где служил лекарем (1907), младшим врачом 144-го Каширского пехотного полка (1908) и врачом Брянского лазарета (1910), членом и секретарем Общества брянских врачей[31], имел частную практику.
- Мать — Теннова (ур. Роецкая[8]) Наталья Иосифовна (1886—1970)[27]:1. Учитель французского языка. Окончила Брянскую женскую гимназию и 8-й допополнительный класс в 1903 году. В 1903—1904 годах училась Швейцарии в Лозаннском университете, окончила курсы журналистов Высших женских курсов в Санкт-Петербурге[29]:5.

Бракосочетание родителей состоялось 20 мая 1907 года в г. Брянске:10.
Семья Тенновых состояла в родстве с Высочанскими, в их доме часто бывал племянник Николая Григорьевича Высочанского, гимназист Костя Паустовский. Спустя много лет писатель Константин Паустовский посвятил им «Повесть о жизни».

## Память
Солженицын в книге «Бодался телёнок с дубом» вспоминал о Тэнно:

Герой, боец, атлет, — изо всех, кто назван в этом очерке, он был самый сильный, смелый, даже отчаянный, в расцвете лет и здоровья, — а умер ранее всех. Он был из главных героев «Архипелага» и главных ожидателей этой книги… Последний раз я был у него 22 сентября 1967 г. — в час перед тем, как идти мне на бой в секретариат СП… Я думаю, в тот день я бился так хорошо ещё и потому, что пришёл к писательским хрякам от смертной постели зэка.
В память о Г. П. Тэнно в Эстонии в 1970—1989 годах проводился, а с 2001 года возобновлён турнир по бодибилдингу.
Считается, что Тэнно прообраз одного из героев сценария кинокомедии «Тунеядец», созданного Солженицыным по заказу «Мосфильма».
Ему же посвящено стихотворение Валерия Качурина «Георгий Тэнно».
Существует мнение, что Георгий Тэнно вместе с кавторангом Бурковским являются прототипами капитана Буйновского, героя повести «Один день Ивана Денисовича», однако, как писал Солженицын о знакомстве с Тэнно в лагерях: «в Экибастузе промелькнул героический картинный Георг Тэнно». Близко познакомились они с Тэнно только после публикации этой повести. Скорее можно говорить о сходстве человеческих типов, а не о Тэнно — прототипе, как таковом.

## Публикации
- Тэнно Г. П. Об опыте занятий с тяжестями в американской средней школе // Теория и практика физ. культуры. - 1959. - Т. XXII. - Вып. 9. - С. 708-709.
- Тэнно Г. П. О технике и методике тренировки американских штангистов в толчке двумя руками. // Теория и практика физ. культуры. - 1960. - Т. XXIII. - Вып. 3. - С. 219-222.  Режим доступа :
- Тэнно Г. П. Изометрический метод. // Спортивная жизнь России. - 1962. - № 6. - С. 21.
- Тэнно Г. П. Для вас, женщины: Продолжаем разговор об атлетической гимнастике. // Спортивная жизнь России. - 1962. - № 8. - С. 18-19.
- Тэнно Г. П. Советы, опыт, методика: Продолжаем разговор об атлетической гимнастике // Спорт. жизнь России. - 1962. - № 10. - С. 21.
- Тэнно Г. П. Комплекс изометрических упражнений. // Спортивная жизнь России. - 1962. - № 11. - С. 16, 3 вкл.
- Тэнно Г. П. Специализированный комплекс: Продолжаем разговор об атлетической гимнастике. // Спортивная жизнь России. - 1962. - № 12. - С. 4 вкл.
- Тэнно Г. П. Специализированный комплекс для развития грудной клетки и грудных мышц : Продолжаем разговор об атлетической гимнастике. // Спортивная жизнь России. - 1963. - № 1. - С. 16.
- Тэнно Г. П. Упражнения по атлетической гимнастике: Курс первый: Продолжаем разговор об атлетической гимнастике. // Спортивная жизнь России. - 1963. - № 2. - С. 20, 3 вкл.
- Тэнно Г. П. Для вас, женщины! // Спортивная жизнь России. - 1963. - № 3. - С. 17.
- Тэнно Г. П. Специализированный комплекс для развития мышц спины. // Спортивная жизнь России. - 1963. - № 3. - С. 4 вкл., 17.
- Тэнно Г. П. Упражнения по атлетической гимнастике: Второй курс. // Спортивная жизнь России. - 1963. - № 4. - С. 14-15.
- Тэнно Г. П. Сочетать разумно. // Спортивная жизнь России. - 1963. - № 5. - С. 3 вкл.
- Тэнно Г. П. Специализированный комплекс для развития мышц брюшного пресса. // Спортивная жизнь России. - 1963. - № 6. - С. 17.
- Тэнно Г. П. Упражнения по атлетической гимнастике: Третий (силовой) курс. // Спортивная жизнь России. - 1963. - № 7. - С. 3 вкл.
- Тэнно Г. П. Специализированный комплекс для развития мышц рук. // Спортивная жизнь России. - 1963. - № 8. - С. 16, 3 вкл.
- Тэнно Г. П. Специализированный комплекс для развития мышц ног. // Спортивная жизнь России. - 1963. - № 9. - С. 16, 3 вкл.
- Тэнно Г. П. Упражнения по атлетической гимнастике: четвертый курс. // Спортивная жизнь России. - 1963. - № 11. - С. 18-19.
- Тэнно Г. П. Подвиги силы. // Спортивная жизнь России. - 1963. - № 12. - С. 14-15.
- Тэнно Г. П. Основные комплексы атлетической гимнастики для мужчин и специализированные комплексы для различных мышц тела: Первый курс, второй комплекс. // Спортивная жизнь России. - 1964. - № 2. - С. 4 вкл.
- Тэнно Г. П. Основные комплексы атлетической гимнастики для мужчин и специализированные комплексы для различных мышц тела. // Спортивная жизнь России. - 1964. - № 3. - С. 17.
- Тэнно Г. П. Основные комплексы атлетической гимнастики для мужчин и специализированные комплексы для различных мышц тела: Второй курс, первый комплекс. // Спортивная жизнь России. - 1964. - № 4. - С. 17.
- Тэнно Г. П. Основные комплексы атлетической гимнастики для мужчин и специализированные комплексы для различных мышц тела: Второй курс, второй комплекс. // Спортивная жизнь России. - 1964. - № 6. - С. 18-19.
- Тэнно Г. П. Основные комплексы атлетической гимнастики для мужчин и специализированные комплексы для различных мышц тела: Третий курс (силовой). // Спортивная жизнь России. - 1964. - № 7. - С. 21.
- Тэнно Г. П. Основные комплексы атлетической гимнастики для мужчин и специализированные комплексы для различных мышц тела: Специализированный комплекс для мышц брюшного пресса. // Спортивная жизнь России. - 1964. - № 8. - С. 19.
- Тэнно Г. П. Основные комплексы атлетической гимнастики для мужчин и специализированные комплексы для различных мышц тела: Четвертый курс. // Спортивная жизнь России. - 1964. - № 9. - С. 24, 3 обл.
- Тэнно Г. П. Основные комплексы атлетической гимнастики для мужчин и специализированные комплексы для различных мышц тела: Комплекс для мышц ног. // Спортивная жизнь России. - 1964. - № 10. - С. 3 вкл.
- Тэнно Г. П. Основные комплексы атлетической гимнастики для мужчин и специализированные комплексы для различных мышц тела: Специализированный комплекс для развития мышц рук. // Спортивная жизнь России. - 1964. - № 11. - С. 23.
- Тэнно Г. П. Ты сам себе наставник и тренер. // Спортивная жизнь России. - 1965. - № 1. - С. 17-18.
- Тэнно Г. П. Путь к прогрессу. // Спортивная жизнь России. - 1965. - № 2. - С. 18-19.
- Тэнно Г. П. Сила - спутник атлетизма. // Спортивная жизнь России. - 1965. - № 4. - С. 20.
- Тэнно Г. П. Грудь и грудные мышцы: Топография мышц. // Спортивная жизнь России. - 1965. - № 5. - С. 20-21.
- Тэнно Г. П. Каноны атлетической красоты. // Спортивная жизнь России. - 1965. - № 6. - С. 18.
- Тэнно Г. П. Как делать измерения. // Спортивная жизнь России. - 1965. - № 7. - С. 21.
- Тэнно Г. П. Специализированная тренировка для увеличения мышечной массы. // Спортивная жизнь России. - 1965. - № 11. - С. 18-19.
- Тэнно Г. П. Специализированная тренировка для выработки рельефа // Спортивная жизнь России. - 1965. - № 12. - С. 18-19.
- Тэнно Г. П., Зильберборт А.М. Спутница рекордов: Снова об атлетической гимнастике. // Смена: литературно-художественный и общественно-политический журнал ЦК ВЛКСМ. Изд-во «Правда». – 1965. - № 3.- С.26.
- Тэнно Г. П., Зильберборт А.М. Второй курс атлетизма. // Смена. – 1965. - № 5. – С. 30.
- Тэнно Г. П., Коршунов А. Атлетизм вместо косметики. // Смена. – 1965.  –  № 17.– С. 26.
- Тэнно Г. П. Грудные мышцы: Топография мышц. // Спортивная жизнь России. - 1966. - № 2. - С. 17.
- Тэнно Г. П. Дельтовидные мышцы: Топография мышц. // Спортивная жизнь России. - 1966. - № 3. - С. 20.
- Тэнно Г. П. Основной курс атлетизма // Спортивная жизнь России. - 1966. - № 4. - С. 22-23.
- Тэнно Г. П. Брюшной пресс: Топография мышц // Спортивная жизнь России. - 1966. - № 5. - С. 18-19.
- Тэнно Г. П. Ты сам себе наставник и тренер. // Спортивная жизнь России. - 1966. - № 5. - С. 18-19.
- Тэнно Г. П. Не культ, а культура... // Юность № 5. 1966.
- Тэнно Г. П. Трапециевидная и крестцовоостистая: Топография мышц // Спортивная жизнь России. - 1966. - № 6. - С. 18-19.
- Тэнно Г. П. Второй курс для развития силы. // Спортивная жизнь России. - 1966. - № 7. - С. 18.
- Тэнно Г. П. Прогрессивные методы тренировки. // Спортивная жизнь России. - 1966. - № 9. - С. 19.
- Тэнно Г. П. Мышцы - сгибатели предплечья: Топография мышц. // Спортивная жизнь России. - 1966. - № 11. - С. 19.
- Тэнно Г. П. Курс повышенной трудности. // Спортивная жизнь России. - 1966. - № 10. - С. 18.
- Тэнно Г. П. Мышцы разгибатели предплечья: Топография мышц. // Спортивная жизнь России. - 1966. - № 12. - С. 18-19.
- Тэнно Г. П., Сорокин Ю.К. Атлетизм – сила, здоровье, красота. (О себе снаружи и изнутри) // Техника молодежи. – 1966. - № 2. – С. 26-27.
- Тэнно Г. П. Бронза мускулов и свежесть кожи – их даёт атлетизм. (О себе снаружи и изнутри) // Техника молодежи. – 1966. - № 8. – С. 16-17.
- Тэнно Г. П. Специализированный комплекс для увеличения мышечной массы: Для занимающихся второй год. // Спортивная жизнь России. - 1967. - № 2. - С. 20.
- Тэнно Г. П. Разговор со сверстником. // Спортивная жизнь России. - 1967. - № 3. - С. 18-19.
- Тэнно Г. П. Основной курс: Для занимающихся первый год. // Спортивная жизнь России. - 1967. - № 5. - С. 18.
- Тэнно Г. П. Ленинград атлетический. // Спортивная жизнь России. - 1967. - № 6. - С. 4 вкл., 17.
- Тэнно Г. П. Третий шаг новичка. // Спортивная жизнь России. - 1967. - № 4. - С. 20.
- Тэнно Г. П. Путь к прогрессу. // Спортивная жизнь России. - 1967. - № 7. - С. 18.
- Тэнно Г. П. Силовой курс. // Спортивная жизнь России. - 1967. - № 9. - С. 18.
- Тэнно Г. П. Специализированный комплекс для мышц спины. // Спортивная жизнь России. - 1967. - № 10. - С. 4 вкл., 17.
- Тэнно Г. П. Атлетизм: Здоровье, красота, сила. / Тэнно Г. П., Сорокин Ю. К. - Москва: Изд. ЦК ВЛКСМ Молодая гвардия, 1968. - 287 с., 12 л. ил. : ил.; 16 см. – 100000 экз. .
- Тэнно Г. П. Уроки атлетизма // Физкультура и спорт. - 2006. - № 2. - с. 24-25.
- Тэнно Г. П. Уроки атлетизма // Физкультура и спорт. - 2006. - № 3. - с. 22-23.
- Тэнно Г. П. Уроки атлетизма // Физкультура и спорт. - 2006. - № 4. - с. 28-29.
- Тэнно Г. П. Уроки атлетизма // Физкультура и спорт. - 2006. - № 5. - С. 20-21.
- Тэнно Г. П. Уроки атлетизма // Физкультура и спорт. - 2006. - № 8. - с. 28-29.
- Тэнно Г. П. Уроки атлетизма // Физкультура и спорт. - 2006. - № 9. - с. 26-27.
- Тэнно Г. П. Уроки атлетизма // Физкультура и спорт. - 2006. - № 10. - с. 22-23.
- Тэнно Г. П. Уроки атлетизма // Физкультура и спорт. - 2006. - № 11. - с. 19.
- Тэнно Г. П. Уроки атлетизма // Физкультура и спорт. - 2006. - № 12. - с. 27.
- Тэнно Г. П. Знаете ли вы мышцы? // Спортивная жизнь России. - 2008. - № 7. - С. 20-22.
- Тэнно Г. П. Знаете ли вы мышцы? // Спортивная жизнь России. – 2008. - № 10. - С. 18-19.
- Тэнно Г. П. Путь к силе и здоровью // Спортивная жизнь России. – 2008. - № 12. - С. 16-17.
- Тэнно Г. П. Путь к силе и здоровью // Спортивная жизнь России. – 2009. - № 2. - С. 16-18
- Тэнно Г. П. Путь к силе и здоровью // Спортивная жизнь России. – 2009. - № 4. - С. 17-18
- Тэнно Г. П. Путь к здоровью и силе // Спортивная жизнь России. – 2009. - № 6. - С. 17-18
- Тэнно Г. П. Путь к силе и здоровью // Спортивная жизнь России. - 2009. - N 8. - С. 16-18 .
- Тэнно Г. П. Путь к силе и здоровью // Спортивная жизнь России. - 2009. - N 10. - С. 16-18 .
- Тэнно Г. П. Курс гармоничной подготовки // Спортивная жизнь России. – 2010. - № 1. - С. 17-18
- Тэнно Г. П. Путь к силе и здоровью // Спортивная жизнь России. – 2010. - № 2. - С. 19-20
- Тэнно Г. П. Путь к силе и здоровью // Спортивная жизнь России. – 2010. - № 8. - С. 17-18
- Тэнно Г. П. Путь к силе и здоровью // Спортивная жизнь России. – 2010. - № 10. - С. 17-18
- Тэнно Г. П. Путь к силе и здоровью // Спортивная жизнь России. - 2010. - N 12. - С. 17-18
- Тэнно Г. П. Путь к силе и здоровью. Развитие мышц ног (общие рекомендации) // Спортивная жизнь России. – 2011. - № 2. - С. 17-18
- Тэнно Г. П. Путь к силе и здоровью: Женская атлетическая гимнастика. // Спортивная жизнь России. - 2011. – № 3-4. - С. 17-18.
- Тэнно Г. П. Путь к силе и здоровью // Спортивная жизнь России. – 2011. - № 5. - С. 16-18
- Тэнно Г. П. Путь к силе и здоровью: Женская атлетическая гимнастика. // Спортивная жизнь России. - 2011. – № 6. - С. 17-18.
- Тэнно Г. П. Путь к силе и здоровью: Женская атлетическая гимнастика. // Спортивная жизнь России. - 2011. – № 8. - С. 16-18.
- Тэнно Г. П. Путь к силе и здоровью: Женская атлетическая гимнастика. // Спортивная жизнь России. - 2011. – № 9. - С. 15-16.
- Тэнно Г. П. Путь к силе и здоровью: Женская атлетическая гимнастика. // Спортивная жизнь России. - 2011. – № 11. - С. 16-18.
- Тэнно Г. П. Специализированный комплекс для развития мышц рук // Спортивная жизнь России. - 2012. - № 3/4. - С. 17-18

### Рекомендуемые источники
- Karl Vahtra. Legendaarne Georg Tenno. // газета «Teataja» № 14, 3 september 1977; Stockholm.
- Kivid kõnelevad: ajaloolisi rännakuid // Ly Lehtmets; Toronto. 2004.
- Памяти товарища. // Спорт. жизнь России. - 1967. - № 12. - С. 22.
- Сорокин Ю. К. Памяти Г.П. Тэнно. // Тэнно Г.П. Атлетизм: Здоровье, красота, сила. / Тэнно Г. П., Сорокин Ю. К. - Москва: Изд. ЦК ВЛКСМ Молодая гвардия, 1968. – С. 283.
- Аптекарь М. Л. Тяжёлая атлетика.: Справочник. - М.: Физкультура и спорт, 1983. - 415 с. - С. 410.
- Сила плюс грация: Атлетическая гимнастика для всех. / Авт.-сост. Акопянц М. Б., Подливаев Б. А. – М.: Физкультура и спорт, 1990 // «Атлетическая гимнастика - это здоровье». - С. 126.

### Кинохроника
- И сила и красота? Док. фильм. / Режиссёр Л. Е. (Козырева) Ашкинадзе, автор сценария Б. А. Сааков. - Свердловская студия кинохроники, 1966. - Киноархив net-film. Часть (к/п) № 2 - временной код фрагмента: 02:34.